# Eggenried
Eggenried ist ein Ortsteil der niederbayerischen Kreisstadt Regen.

## Geographie
Die Einöde liegt etwa drei Kilometer südlich des Stadtzentrums und ist mit diesem durch Gemeindestraßen verbunden.

## Ehemalige Gemeinde
Die Einöde Eggenried war namensgebend für eine Gemeinde mit 1280 ha und 536 Einwohnern (Stand 1952), die am 1. Juli 1964 in die Stadt Regen eingegliedert wurde. 
Zur Gemeinde gehörten weiter die Orte Ebenhof, Großseiboldsried, Kattersdorf, Kleinseiboldsried, Matzelsried, Schützenhof, Spitalhof, Sumpering, Thanhof, Thurnhof, Weißenstein, Weißensteiner-Au und Windschnur.